# Pontins Professional de 1979
El Pontins Professional de 1979 fue un torneo de snooker, profesional y de invitación, que se celebró en la localidad galesa de Prestatyn entre el 5 y el 12 de mayo de 1979. Fue la sexta edición del Pontins Professional, organizado por primera vez en 1974. Doug Mountjoy, que se impuso a Graham Miles en la final, se proclamó campeón.

## Resultados

### Cuadro de la fase final
Recalcado en negrita figura el ganador de cada partido.
|  | semifinales (al mejor de 7) | semifinales (al mejor de 7) |               |   | final (al mejor de 15) | final (al mejor de 15) |
|  |                             |                             |               |   |                        |                        |
|  |                             |                             |               |   |                        |                        |
|  |                             |                             |               |   |                        |                        |
|  | Doug Mountjoy               | 4                           |               |   |                        |                        |
|  | Doug Mountjoy               | 4                           |               |   |                        |                        |
|  | Ray Reardon                 | 3                           |               |   |                        |                        |
|  | Ray Reardon                 | 3                           | Doug Mountjoy | 8 |                        |                        |
|  |                             |                             | Doug Mountjoy | 8 |                        |                        |
|  |                             | Graham Miles                | 4             |   |                        |                        |
|  | Graham Miles                | Graham Miles                | 4             | 4 |                        |                        |
|  | Graham Miles                |                             |               | 4 |                        |                        |
|  | Steve Davis                 | 0                           |               |   |                        |                        |
|  | Steve Davis                 | 0                           |               |   |                        |                        |